# Triron dodecacarbonyl
Triron dodecacarbonyl (tri-i-ron do-de-ca-car-bon-yl) là một hợp chất vô cơ của sắt có công thức hóa học Fe3(CO)12. Nó là một chất rắn màu lục đậm và thăng hoa trong chân không. Nó hòa tan trong dung môi hữu cơ không phân cực để tạo ra các dung dịch màu xanh lục đậm. Chất rắn bị phân hủy chậm trong không khí, và do đó các mẫu thường được bảo quản lạnh trong môi trường khí trơ. Nó là một nguồn phản ứng sắt(0) mạnh hơn so với sắt pentacarbonyl và diron nonacarbonyl. Công thức của hợp chất còn được viết là [Fe(CO)4]3.

## Tổng hợp
Đó là một trong những carbonyl kim loại đầu tiên được tổng hợp. Nó đôi khi thu được từ quá trình nhiệt phân Fe(CO)5:
3Fe(CO)5 → Fe3(CO)12 + 3CO↑
Dấu vết của hợp chất dễ dàng được phát hiện vì màu lục đậm đặc trưng của nó. Phản ứng quang phân UV của Fe(CO)5 tạo ra Fe2(CO)9, không phải Fe3(CO)12.
Sự tổng hợp thông thường của Fe3(CO)12 bắt đầu bằng phản ứng của Fe(CO)5 với base:
3Fe(CO)5 + (C2H5)3N + H2O → [(C2H5)3NH][HFe3(CO)11] + 3CO↑ + CO2↑
, tiếp theo là quá trình oxy hóa của cụm hydride với axit:
[(C2H5)3NH][HFe3(CO)11] + HCl + CO → Fe3(CO)12 + H2↑ + [(C2H5)3NH]Cl
Tổng hợp ban đầu của Walter Hieber et al. kéo theo quá trình oxy hóa H2Fe(CO)4 bằng MnO2. Các cụm ban đầu được xây dựng không chính xác là "Fe(CO)4".

## Phản ứng
Giống như hầu hết các carbonyl kim loại, Fe3(CO)12 trải qua các phản ứng thay thế, ví dụ, Fe3(CO)11{P(C6H5)3} khi phản ứng với triphenylphotphin.
Đun nóng Fe3(CO)12 cho hiệu suất thấp của cụm carbide Fe5(CO)15C. Những phản ứng như vậy tiến hành thông qua việc phân hủy CO để tạo ra CO2 và carbon.
Fe3(CO)12 tạo thành "ferroles" khi phản ứng với các dị vòng như thiophen.
Fe3(CO)12 phản ứng với các thiol và disulfide để tạo ra phức chất cầu nối thiolat, chẳng hạn như methylthioirontricarbonyl dime:
2Fe3(CO)12 + 3(CH3)2S2 → 3[Fe(CO)3SCH3]2 + 6CO↑
Những phức hợp này được nghiên cứu như là bắt chước hydroase.

## An toàn
Fe3(CO)12 nguy hiểm khi là nguồn sắt dễ bay hơi và là nguồn carbon oxit. Các mẫu rắn, đặc biệt là khi được phân chia mịn và dư lượng từ các phản ứng có thể là thảm họa, có thể đốt cháy các dung môi hữu cơ được sử dụng cho các phản ứng đó.